# Timmiarmiit
Timmiarmiit és una illa deshabitada de la costa del Rei Frederic VI, al municipi de Sermersooq, al sud de Groenlàndia.

## Geografia
L'illa es troba a l'entrada del fiord de Timmiarmiut, en una zona molt fragmentada de la costa del Rei Frederic VI, al sud-est de Groenlàndia. La costa de Timmiarmiit és molt irregular amb un fiord profund al seu costat oriental que gairebé divideix l'illa en dos. Té una superfície de 229,3 km² i una línia de costa de 140,6 quilòmetres. Està separada del continent al nord pel Timmiarmiit Tunorqútariât, un estret fiord. Al costat de la seva costa sud hi ha les illes Aaluik i Ingmikârtajivit, així com una multitud d'illots i roques.
Els jaciments arqueològics paleoesquimals de Qivítip Igtiva i Inukasingmit es troben al SO de l'illa —aquest últim en un illot de la costa— i el jaciment de Sarpap Tupertivâ al cap NW. Tots els antics assentaments inuit a Timmiarmiit es troben a la costa.